# John Stuart Foster
John Stuart Foster   (Clarence, Nova Escòcia, 30 de maig de 1890 - Berkeley, 9 de setembre de 1964) (FRS, FRSC) era un físic canadenc.

## Biografia
Nascut a Clarence, Nova Escòcia, va completar el seu doctorat a la Universitat Yale amb una tesi sobre les primeres mesures de l'efecte Stark a l'heli. El 1924 va obtenir un nomenament com a professor ajudant a la Universitat McGill de Montreal, on va ensenyar física. Va ser professor associat el 1930.
Durant la Segona Guerra Mundial va servir com a oficial d'enllaç del National Research Council, treballant al MIT Radiation Laboratory en investigació i desenvolupament de radars. Va desenvolupar una antena de radar d'escaneig ràpid que es va conèixer com «escàner Foster».
Va tornar a McGill el 1944, on va dirigir la construcció d'un ciclotró de 100 MeV. Aquest instrument va ser comissionat l'any 1949. En aquell moment era el segon més gran del món. Des de 1952 fins a 1954 va ser president del departament de física de la Universitat McGill.
Va morir a Berkeley (Califòrnia, Estats Units d'Amèrica).

## El seu llegat
El John Stuart Foster Radiation Laboratory and Cyclotron de McGill va rebre el seu nom el 1964, i això està gravat al costat de l'edifici que ara es coneix com l'Edifici M. H. Wong.
El seu fill, John Stuart Foster Jr., es va graduar a la Universitat de Califòrnia el 1948, després es va convertir en director del Lawrence Livermore National Laboratory, director d'Investigació i Enginyeria de Defensa del Departament de Defensa dels Estats Units i vicepresident de T.R.W., Inc.

## Premis i honors
- 1929: Membre de la Royal Society del Canadà (RSC).
- 1930: Premiat amb la medalla Louise Levy, Institut Franklin.
- 1946: Medalla Henry Marshall Tory.
- 1935: Escollit membre de la Royal Society de Londres.[1]
- 1970: El cràter Foster a la Lluna porta el seu nom.[4]